# MAP1LC3B

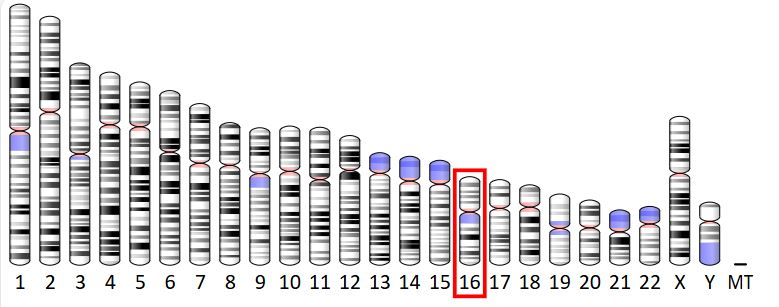
Locus gen MAP1LC3B

La proteïna associada a microtúbuls 1A/1B de cadena lleugera 3B, (Microtubule-associated proteins 1A/1B light chain 3B, en anglès), també coneguda com a MAP1LC3B o simplement LC3, és una proteïna soluble que exerceix un paper essencial en el procés d'autofàgia en les cèl·lules. L'autofàgia és un mecanisme cel·lular que ajuda a eliminar substàncies danyades, velles o innecessàries i és crucial per la supervivència cel·lular. En els humans està codificada pel gen homònim MAP1LC3B (situat al cromosoma 16), i forma part de la família de proteïnes ATG8.
En termes generals, en el cos humà la LC3 es troba en més de 25 teixits diferents, és per això que l'expressió del gen que codifica aquesta proteïna és ubiqua, és a dir que es dona en diversos teixits de l'organisme. On hi ha més expressió és en la medul·la òssia, amb 94,3 lectures per milió de kilobases  (RPKM, de l'anglès reads per kilobase million), i  58,8 en el cervell.
Hi ha tres tipus de LC3: LC3A (amb isoformes LC3A-I i LC3A-II), LC3B (LC3B-I i LC3B-II) i la LC3C. La LC3B és l'única que es distribueix de manera uniforme pel citoplasma i per aquesta raó és el marcador d'autofàgia endogen més utilitzat.
A escala cel·lular, la LC3 es pot trobar a la membrana de l'autofagosoma o al citoplasma, depenent del moment d'autofàgia.

## Estructura
La LC3 presenta una estructura terciària, formada per 127 aminoàcids, molt similar a la de les ubiqüitines, de manera que sovint es considera una proteïna «semblant a la ubiqüitina» (ubiquitin-like protein). Aquesta similitud estructural es deu al fet que totes dues proteïnes tenen un paper important en el procés de degradació cèl·lular. En el cas de les ubiqüitines en la degradació de proteïnes mal pregades al reticle endoplasmàtic rugós i en el cas de la LC3 en la degradació de components cel·lulars mitjançant l'autofàgia.

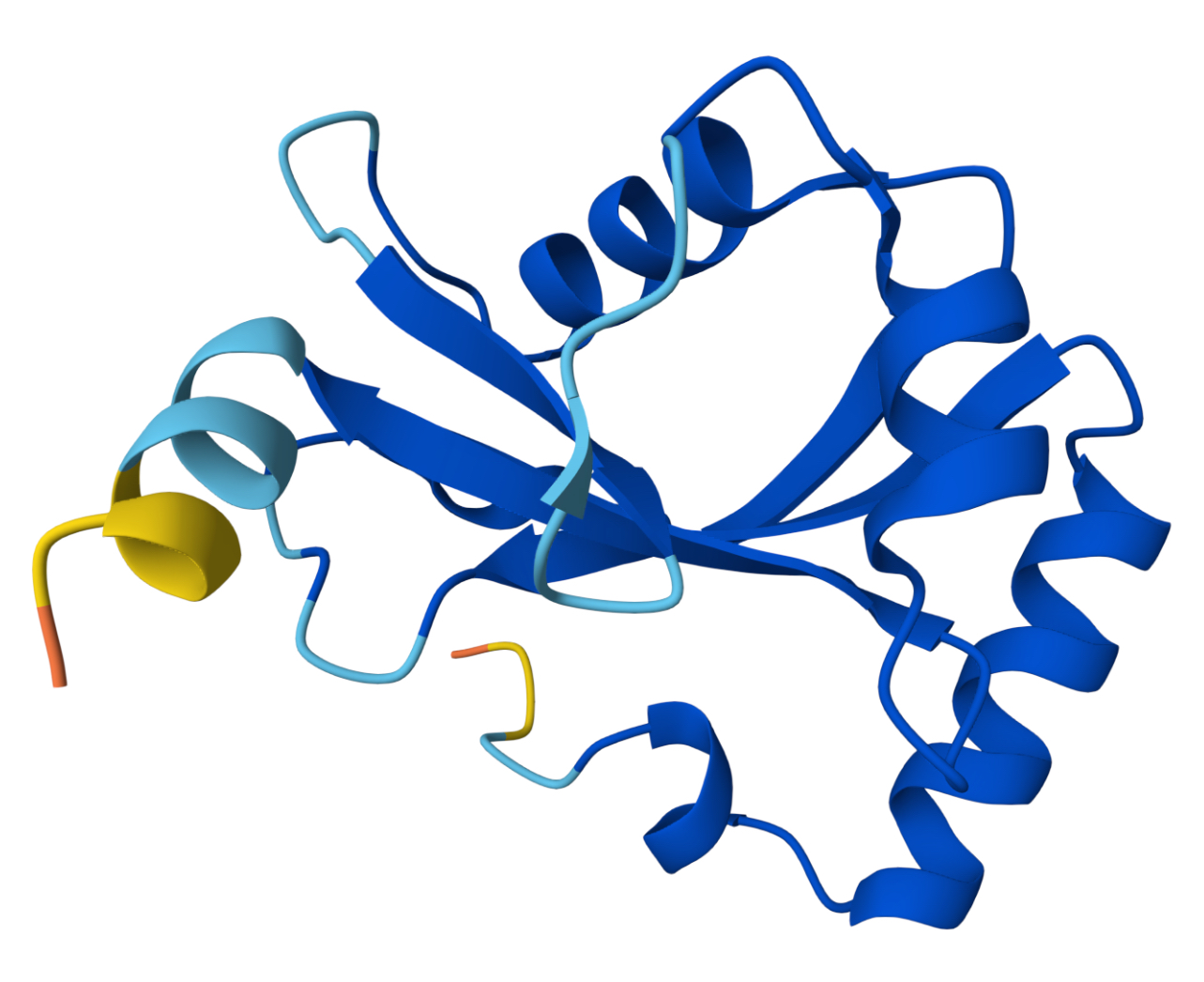
Estructura terciària MAP1LC3B

La seva estructura es caracteritza per tenir quatre hèlixs alfa i un domini hidrofòbic format per aminoàcids amb radicals apolars en l'extrem amino terminal. Aquest domini és l'encarregat que la proteïna LC3 es pugui unir a altres proteïnes que contenen un lloc d'unió complementari anomenat LIR. A més, presenta una glicina molt conservada, la qual indica que aquest aminoàcid es manté inalterat en moltes espècies diferents, i també a l'extrem carboxi-terminal, un nucli d'ubiqüitina. (Un exemple d'aquestes proteïnes que contenen un lloc d'unió de tipus LIR és la SQSTM1, proteïna molt important també en el procés d'autofàgia.)

## Funció

### LC3 citoplasmàtica
La LC3 està associada amb els microtúbuls i és important en el procés de formació de vacúols autofagosòmics durant l'autofàgia. Intervé, per exemple, en la mitofàgia, que és un procés específic dins de l'autofàgia que es dedica a la degradació i eliminació de mitocondris danyats o no funcionals en les cèl·lules amb l'objectiu de regular la quantitat i qualitat d'aquests orgànuls eliminant-los fins a un nivell basal per satisfer les necessitats energètiques cel·lulars i prevenir la producció excessiva d'espècies reactives de l'oxigen (ROS, de l'anglès reactive oxygen species). En resposta a l'estrès cel·lular i després de la fissió mitocondrial, la LC3B (en la seva forma activada, LC3B-II) s'uneix a les ceramides C-18, que són lípids presents a les membranes cel·lulars. Això permet ancorar els autofagolisosomes a les membranes externes de les mitocòndries que s'han d'eliminar. A més a més, les LC3 també ajuden a la membrana del fagòfor a allongar-se correctament per tal que aquest pugui englobar tot el contingut que s'ha de degradar.
Un altre exemple de procés d'autofàgia on també actuen les LC3 és en la reticulofàgia, procés pel qual es degraden fragments del reticle endoplasmàtic (RE). Aquí les LC3 s'uneixen amb el receptor TEX264 (proteïna de membrana del RE) i es comença a formar un autofagosoma al voltant de la part del RE que es vol eliminar. Després aquest autofagosoma es fusiona amb un lisosoma i s'acaba de degradar aquest material del RE.
En cas d'estrès nutricional, la LC3 s'uneix directament al cofactor JMY que ajuda a formar una xarxa d'actina a la superfície del fagòfor que facilita la biogènesi dels autofagosomes més ràpidament.

### LC3 nuclear
La proteïna LC3 no només té funcions citoplasmàtiques en l'autofàgia, sinó que també exerceix papers molt importants al nucli cel·lular. Una gran quantitat de LC3 també es troba concentrada al nucli en diferents tipus de cèl·lules.
En situacions d'estrès, com la inanició, la LC3 nuclear és desacetilada (se li treu un acetil) i transportada fora del nucli cap al citoplasma per poder activar el procés d'autofàgia i obtenir una font d'energia.
La LC3 també interacciona amb la làmina B1, una proteïna molt important en l'estructura de la làmina nuclear, i participa en la degradació d'aquesta estructura durant processos específics com l'autofàgia del nucli, anomenada nucleofàgia.
A més, també es troba present en el nuclèol gràcies al seu motiu triple d'arginina que facilita la seva associació amb constituents nuclears com la tubulina, la MAPIB i proteïnes ribosòmiques 40S que intervenen en la biogènesi de ribosomes.

### Activació de les LC3 en el procés d'autofàgia

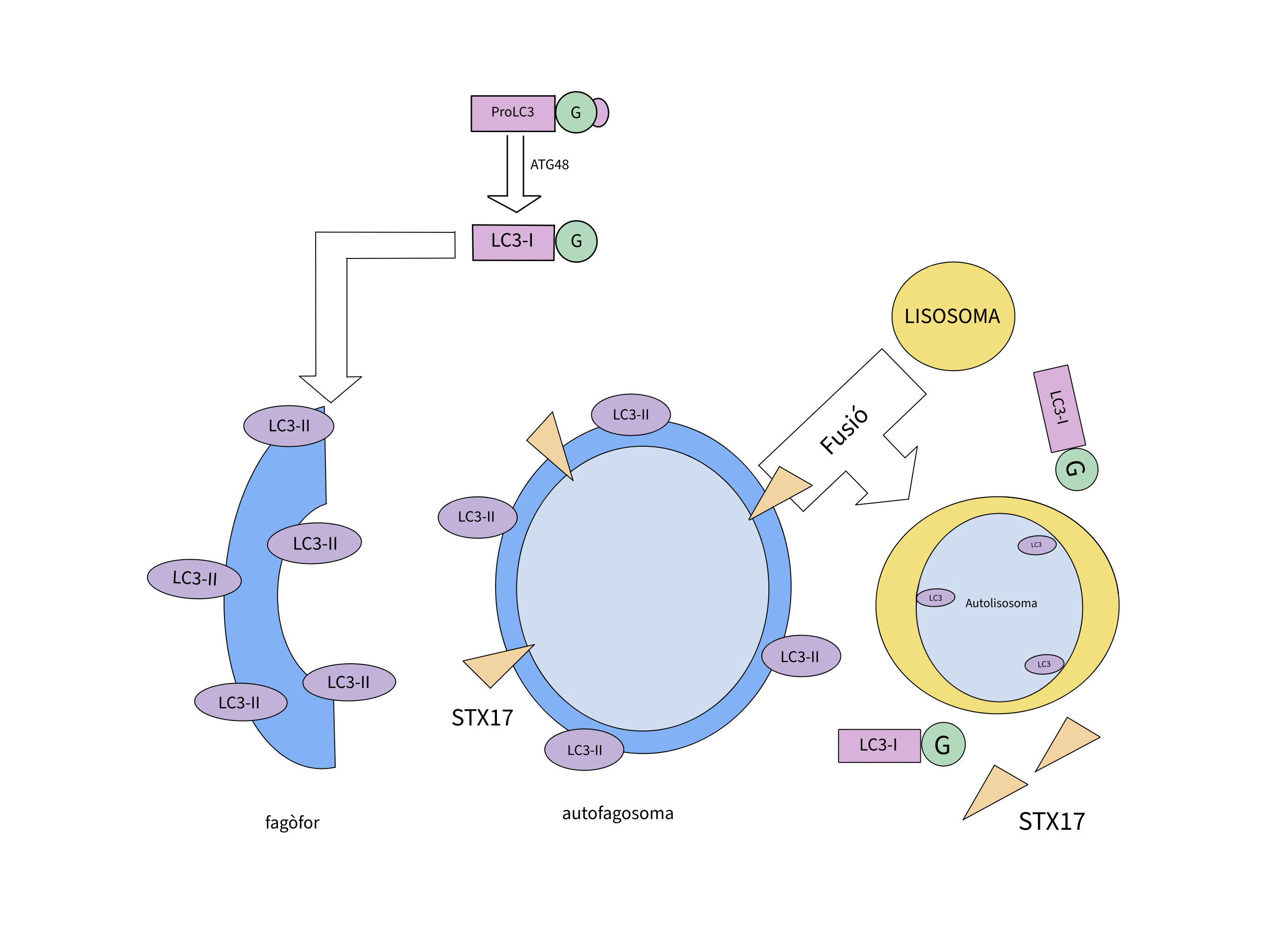
Activació i procés d'actuació de la LC3

La LC3 es troba lliure al citoplasma de les cèl·lules en forma de pro-LC3B (forma inactiva) fins que pateix una proteolització (es talla un petit fragment de la proteïna de l'extrem C-terminal) per part de la cisteïna-proteasa ATG4, l'ATG7 l'activa i és transferida per l'ATG3 perquè es conjugui amb fosfatidiletanolamina i es fosfolipidi. Un cop ha finalitzat aquesta reacció, la LC3B-I es transforma en forma de LC3B-II i s'ancora a les dues membranes del “fagòfor” per ajudar a reclutar altres proteïnes i substrats que s'han d'incloure dins d'ell per ser degradats. La LC3B-II també permet que quan s'inicia el procés d'autofàgia, la membrana es pugui tancar i així envoltar de manera total els components a degradar.
Finalment, quan l'autofagosoma s'uneix al lisosoma per donar lloc a l'autolisosoma, la LC3B-II de la cara externa és alliberada al citosol i les hidrolases lisosomals degraden la LC3B-II interna junt amb els altres components. Tot aquest procés ocorre en l'etapa de l'expansió de la macroautofagia.
En aquest procés la LC3 interacciona amb un domini de la p62, una proteïna que actua com a adaptador. Participa en el procés d'autofàgia i ubiqüitinització. La diferència que existeix entre aquestes proteïnes és que la p62 és la encarregada de reconèixer específicament la càrrega cel·lular que quedarà dins de l'autofagosoma. Finalment, serà degradada.

## Descobriment
La LC3 va ser observada per primer cop en les neurones dels ratolins. Com que estaven associades a microtúbuls, es va categoritzar inicialment com una proteïna purament estructural i única de les cèl·lules neuronals. Més endavant, el seu paper crucial en l'autofàgia ja va ser reconegut en associar-la amb la família ATG8, a la qual pertany.

## Aplicacions
Actualment, la LC3 és la proteïna present en els autofagosomes més estudiada i, per tant, és molt utilitzada com a marcador a l'hora d'investigar l'autofàgia i fer recompte d'autofagosomes. Tot i això, no és un mètode gaire fiable, ja que malgrat haver-hi una major quantitat durant el procés d'autofàgia i canviar de conformació, quan aquest no s'està donant i la cèl·lula no està en una situació d'estrès, la proteïna continua estant present. A més a més, La forma LC3B-II pot estar present en la membrana quan encara no s'han degradat els autofagosomes. Per tant, seria necessari poder diferenciar l'activitat de la inactivitat de la LC3 perquè el mètode fos més precís i fiable. Per aquest motiu, quan s'estudia l'autofàgia es complementa amb l'observació d'altres proteïnes/marcadors relacionats com per exemple la P62. Arran de ser una proteïna molt activa durant l'autofàgia, molts altres elements relacionats o condicionats per aquest procés, s'estudien i s'investiguen a través de la LC3. Entre aquests trobem el càncer i malalties neurodegeneratives com ara l'Alzheimer o l'ELA.

## Malalties associades
Malgrat que no hi ha cap malaltia directament causada per un mal funcionament de la LC3B, sí que n'hi ha de moltes altres que estan relacionades amb un mal funcionament generalitzat de l'autofàgia. L'inexistència de malalties causades per una anomalia en la LC3B és deguda a diversos factors. En primer lloc, tot i tenir un paper crucial en l'autofàgia, les funcions de la LC3B sempre són complementades per altres proteïnes com les ATG, per tant una malaltia no estarà només causada per la LC3B, sinó per un grup d'aquestes que no pugui executar la seva funció. En segon lloc, existeixen altres isoformes de la LC3B com la LC3A i la LC3C que, tot i tenir funcions lleugerament diferents, poden compensar en gran part possibles problemes que es puguin presentar en l‘isoform B.
A més, s'ha demostrat que la manca de sistemes cel.lulars encarregats de regular la proteostasis cel.lular, és a dir de sistemes d'autofàgia, està relacionat amb acumulacions de substàncies que trenquen l'homeostasi cel·lular. Degut a això, poden aparèixer malalties neurodegeneratives. Per exemple, els axons de les neurones són grans extensions citoplasmàtiques on s'acumulen substàncies de rebuig. Tot i això, els autofagosomes formats als axons i als dendrites són enviats cap al soma, on es troben els lisosomes i es poden degradar. Per tant, si l'autofàgia falla a les neurones es poden produir agregacions que generen malalties com l'Alzheimer, la malaltia de Huntington i el Parkinson.